# Daniel Bethell
Daniel Bethell (* 28. Januar 1996 in Huntingdon, Cambridgeshire, Vereinigtes Königreich) ist ein englischer Badmintonspieler. Er leidet an infantiler Zerebralparese und startet im Parabadminton in der Startklasse SL3 im Einzel und Doppel. Bei den Sommer-Paralympics 2020 in Tokio erreichte Bethell den zweiten Platz.

## Sportliche Laufbahn
Daniel Bethell begann mit 12 Jahren Badminton zu spielen, auf regionaler Ebene auch bei Turnieren nichtbehinderter Spieler. Er erreichte bei seiner ersten internationalen Meisterschaft, der Badminton-Europameisterschaft für Behinderte 2014 in Murcia, im Finale gegen Simón Cruz Mondejar eine Goldmedaille im Einzel. Im Doppel unterlag er mit Bobby Griffin gegen die späteren Europameister Mondejar und Jan-Niklas Pott im Halbfinale. Im Mixed-Finale unterlag er mit Julie Thrane dem Duo Griffin und Helle Sofie Sagøy. Im folgenden Jahr gewann er bei der Badminton-Weltmeisterschaft für Behinderte in Stoke Mandeville im Einzel, im Doppel mit Bobby Griffin und im Mixed mit Julie Thrane Bronze. Bei den EM 2016 in Beek und 2018 in Rodez verteidigte Bethell jeweils seinen Einzeltitel und gewann mit Griffin Bronze im Doppel. Bei der Badminton-Weltmeisterschaft für Behinderte 2019 in Basel errang Bethell im Einzel Silber. Bei den Sommer-Paralympics 2020 verlor er beim erstmals stattfindenden Badmintonwettbewerb im Finale gegen den Inder Pramod Bhagat.
Daniel Bethell studiert an der University of Bristol Internationales Handelsrecht.